# 士師
士師（、ヘブライ語: שׁוֺפֵט、古代ギリシア語: κριτάς）は、ヨシュア以後の王国時代の前から預言者サムエルの間まで、古代イスラエルを裁いた人々であり、旧約聖書『士師記』及び『サムエル記』に描かれる指導者を指す。原語の意味は「治める者」あるいは「裁き人」。「士師」という呼び方は中国語聖書に由来する。

## 一覧
士師の支配地域は一部の部族とその周辺に限定されている地方分権で、王政とは違い世襲制ではなかった。大士師と小士師に分けられ、前者は他民族からの圧迫から民を救う英雄であり、後者は外敵の攻撃とは直接関係しない裁判人や仲裁者を指す。以下に述べる通りに区別されている。
- 大士師
  - オトニエル（士師記3章7–11節）
  - エフド（3章12–30節）
  - バラク（4–5章）[2]
  - デボラ（4–5章）[3]
  - ギデオン（6章1節–8章32節）
  - エフタ（10章6節–12章7節）
  - サムソン（13–16章）
  - エリ（サムエル記）
  - サムエル（サムエル記）
- 小士師
  - シャムガル（士師記3章31節）
  - トラ（10章1–2節）
  - ヤイル（10章3–5節）
  - イブツァン（12章8–10節）
  - エロン（12章11–12節）
  - アブドン（12章13–15節）